# Penna d'oca

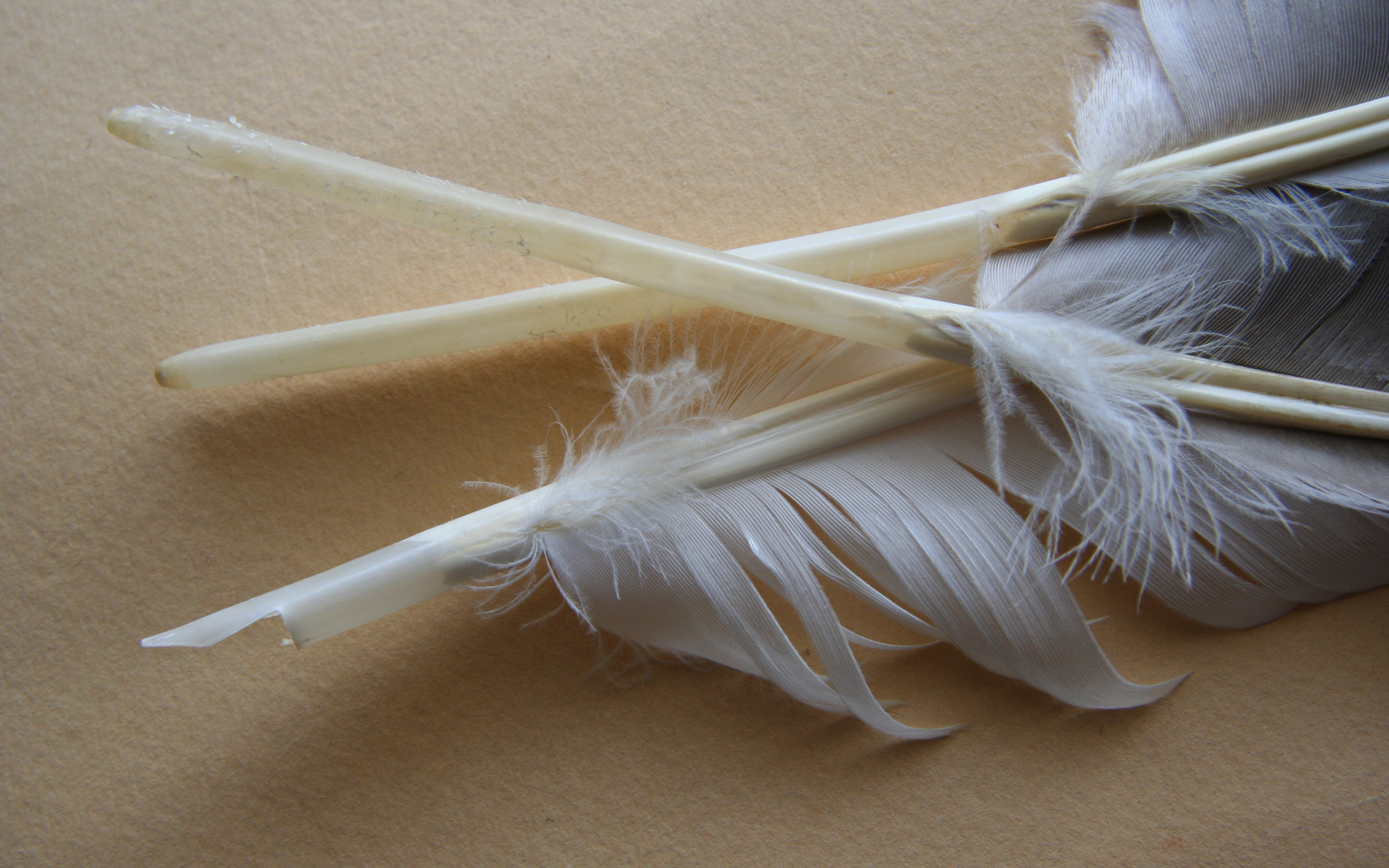
Penna d'oca

La penna d'oca è uno strumento utilizzato per scrivere che rilascia principalmente inchiostro.

## Storia
La penna d'oca sostituì progressivamente il calamo in Occidente, tra il VI e il IX secolo, poiché permetteva di scrivere in maniera più fine sulla pergamena e in quanto la sua flessibilità permetteva di ottenere più facilmente pienezza e delicatezza nel tratto. Parallelamente all'uso scrittorio, divenne anche importante accessorio nelle tecniche artistiche per l'esecuzione di disegni e progetti.
Fino alla metà del XIX secolo, la produzione, la fabbricazione e la vendita delle penne d'oca erano un'industria importante in Europa. I principali paesi produttori erano la Polonia, la Pomerania e la Lituania. Nel 1830 l'Inghilterra importava ventiquattro milioni di penne e la Germania cinquanta milioni; la sola Banca d'Inghilterra utilizzava un milione e mezzo di penne l'anno.
Il filosofo ed illuminista francese Denis Diderot vi dedicò un'intera tavola dell'Encyclopédie.

## Caratteristiche
Ciascun uccello produce fino a cinque penne utilizzabili su ciascuna ala. L'asta della piuma è ricoperta di un grasso che impedisce che l'inchiostro possa aderirvi; per eliminarlo dalle estremità le aste vengono immerse nella cenere o nella sabbia calda. In seguito vengono raschiate con una lama dopodiché si lasciano ad invecchiare per un anno.
Il taglio, ultima attività prima dell'uso, necessita di una conoscenza e di una abilità particolare, e si effettua con l'aiuto di un tagliapenna.